# Tyler Forbes
 (septembre 2023).
Tyler Forbes, né le 18 avril 2002 à Road Town, est un footballeur international insulaire des Îles Vierges britanniques. Il évolue au poste d'attaquant à Poole Town.

## Biographie

### En club
En 2020, Forbes passe de l'équipe de jeunes à l'équipe première de Heybridge Swifts. Plus tard dans l'année, Forbes rejoint Poole Town.
En 2022, il s'engage avec le Weymouth FC, club de National League South. Il joue son premier match le 2 mars 2019, lors d'une rencontre de championnat face à Braintree Town. Remplaçant, il entre en jeu dans le temps additionnel à la place de Keelan O'Connell. Son équipe s'impose sur le score d'un but à zéro.

### En sélection
Le joueur fait ses débuts avec l'équipe des îles Vierges britanniques le 17 octobre 2018, contre la Martinique, lors de la première journée du tournoi de classement de la Ligue des nations de la CONCACAF 2019-2020. Les îles Vierges britanniques s'inclinent sur le score de quatre buts à zéro. Toutefois, ce match n'est pas reconnu par la FIFA.
Il dispute sa première rencontre en match officiel le 21 mars 2019 contre les Îles Turques-et-Caïques lors de cette même compétition. Les deux équipes se neutralisent avec 2 buts chacune.  
Le 21 mars 2019, il inscrit son premier but (ainsi que son premier doublé) en sélection, lors d'un match contre Bonaire. Cependant, ce match n'est pas non plus reconnu par la FIFA. Son équipe s'incline quatre buts à deux.
Il marque son premier but en match officiel contre Porto Rico dans le cadre de la Ligue C de la Ligue des nations de la CONCACAF 2022-2023.